# プルゴンヴラン
プルゴンヴラン （Plougonvelin）は、フランス、ブルターニュ地域圏、フィニステール県のコミューン。

## 地理
ブレストの西約20kmにあるプルゴンヴランは、海辺の町である。ル・コンケ、トレバビュ、プルモンゲル、プルザネと接している。海岸は西側の平均して高い崖が特徴で、そこには数箇所の砂浜が含まれる。東にはベルトーム砦がある。ベルトーム入江には4箇所の砂浜がある。住宅地はトレズ＝イル地区と町に集中しており、サン＝マチュー集落には数戸しかない。

## 歴史
16世紀のプルゴンヴランは、ブレストとサン＝ルナンのセネシャル管轄区に含まれていた。

## 人口統計
| 1962年 | 1968年 | 1975年 | 1982年 | 1990年 | 1999年 | 2006年 | 2010年 |
| ------ | ------ | ------ | ------ | ------ | ------ | ------ | ------ |
| 1439   | 1442   | 1567   | 1738   | 2167   | 2868   | 3525   | 3760   |

参照元:1999年までEHESS、2000年以降INSEE

## ブルトン語
2005年6月16日、コミューン議会はブルトン語の日常使用促進をうたうYa d'ar brezhoneg憲章を批准した。2007年の新学期時点で、コミューンの児童のうち5.8%が二言語学校に在籍していた。

## 史跡
- サン＝マチュー岬 - 岬は、コミューンの最西端にあたる。12世紀に建てられたサン＝マチュー修道院の廃墟が残っている。19世紀にノートルダム・ド・ラ・グラース礼拝堂が建てられた場所は、7世紀に教会があったのと同じ場所である。すぐそばには1835年にサン＝マチュー灯台が建てられた[6]。1906年には腕木信号機が建てられた[7]。
- ベルトーム砦（フランス語版） - コミューンの南東には、現在ベルトーム砦と呼ばれている要塞化された島がある。ブルターニュ公が5世紀にペルゼル城を建設するまでは、石器時代のものである古い遺構があった。17世紀になってヴォーバンによって設備が強化された。ブレスト海峡の防衛と監視のための軍事的要所で、第二次世界大戦からの建物も含まれている。長く放置されたあと、1992年より一般公開されている[8]。

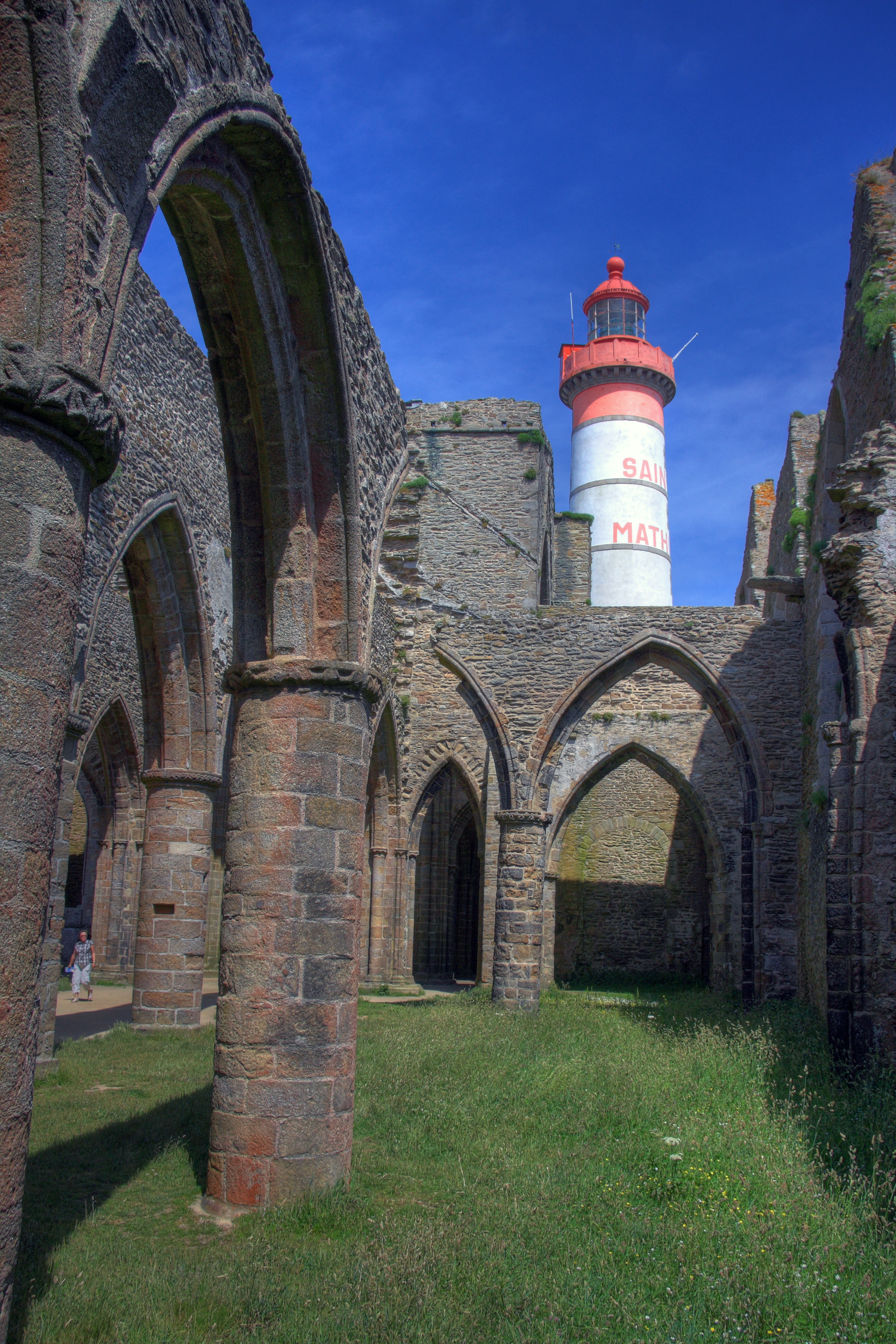
サン＝マチュー修道院
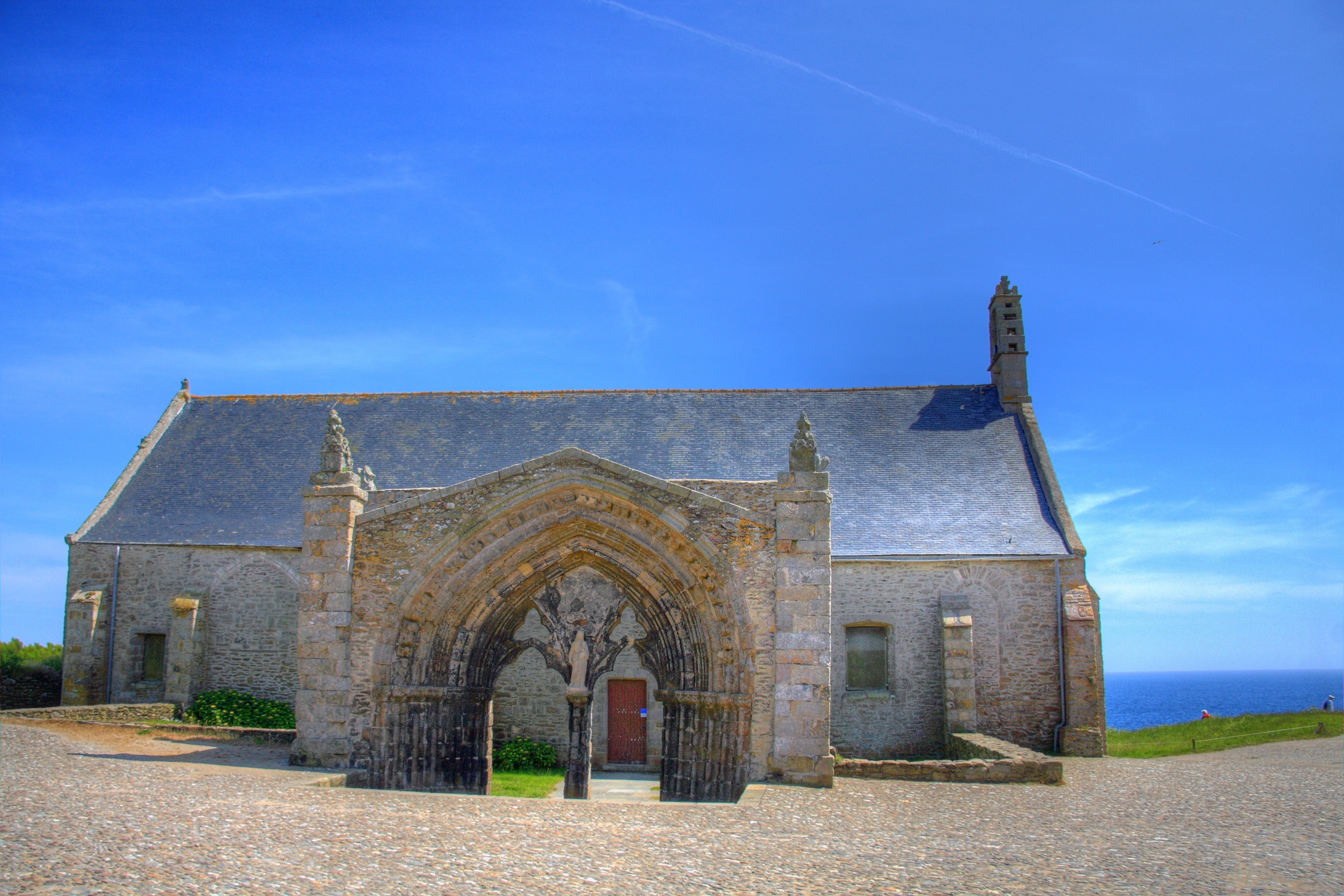
ノートルダム・ド・ラ・グラース
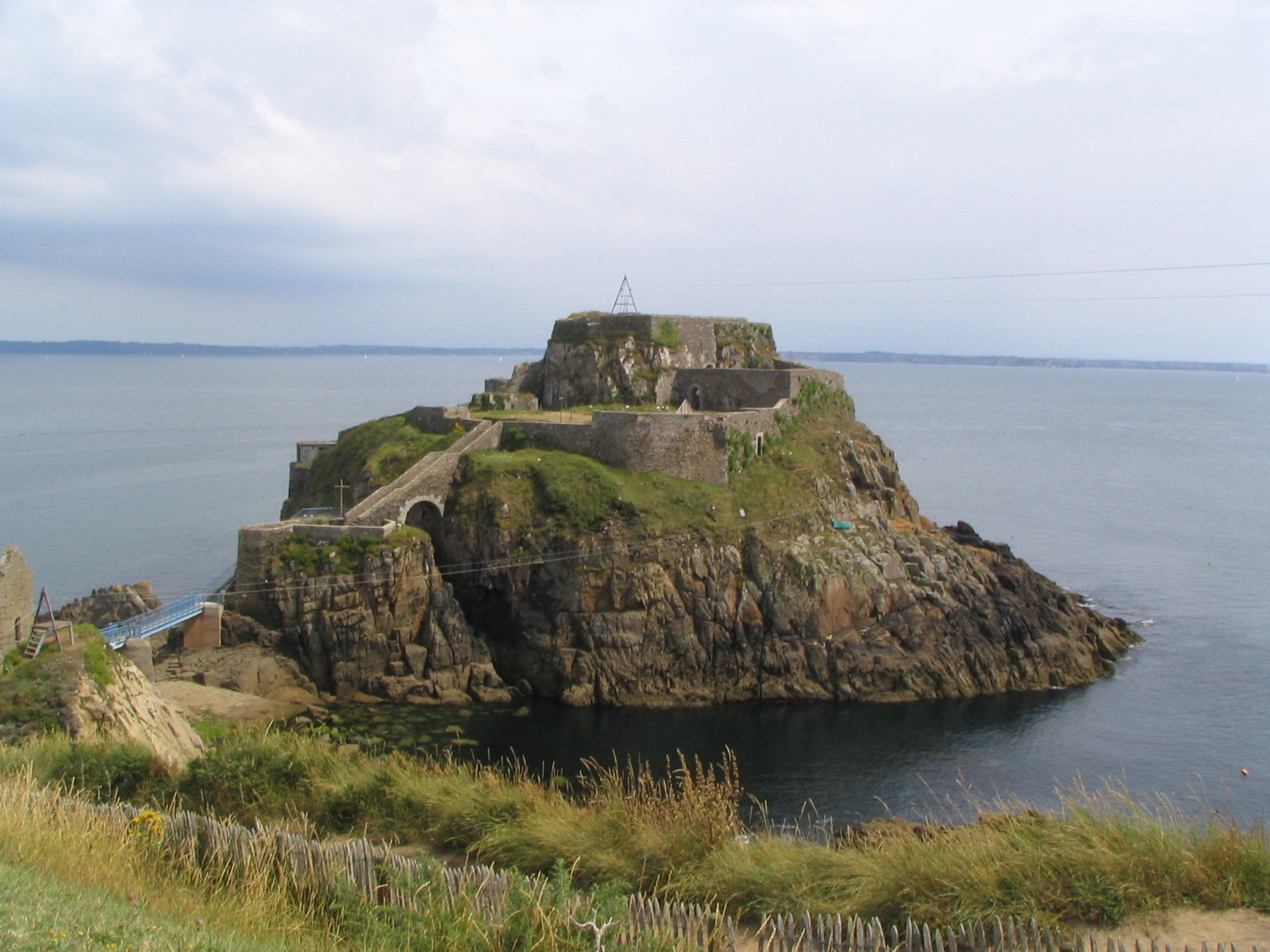
ベルトーム砦
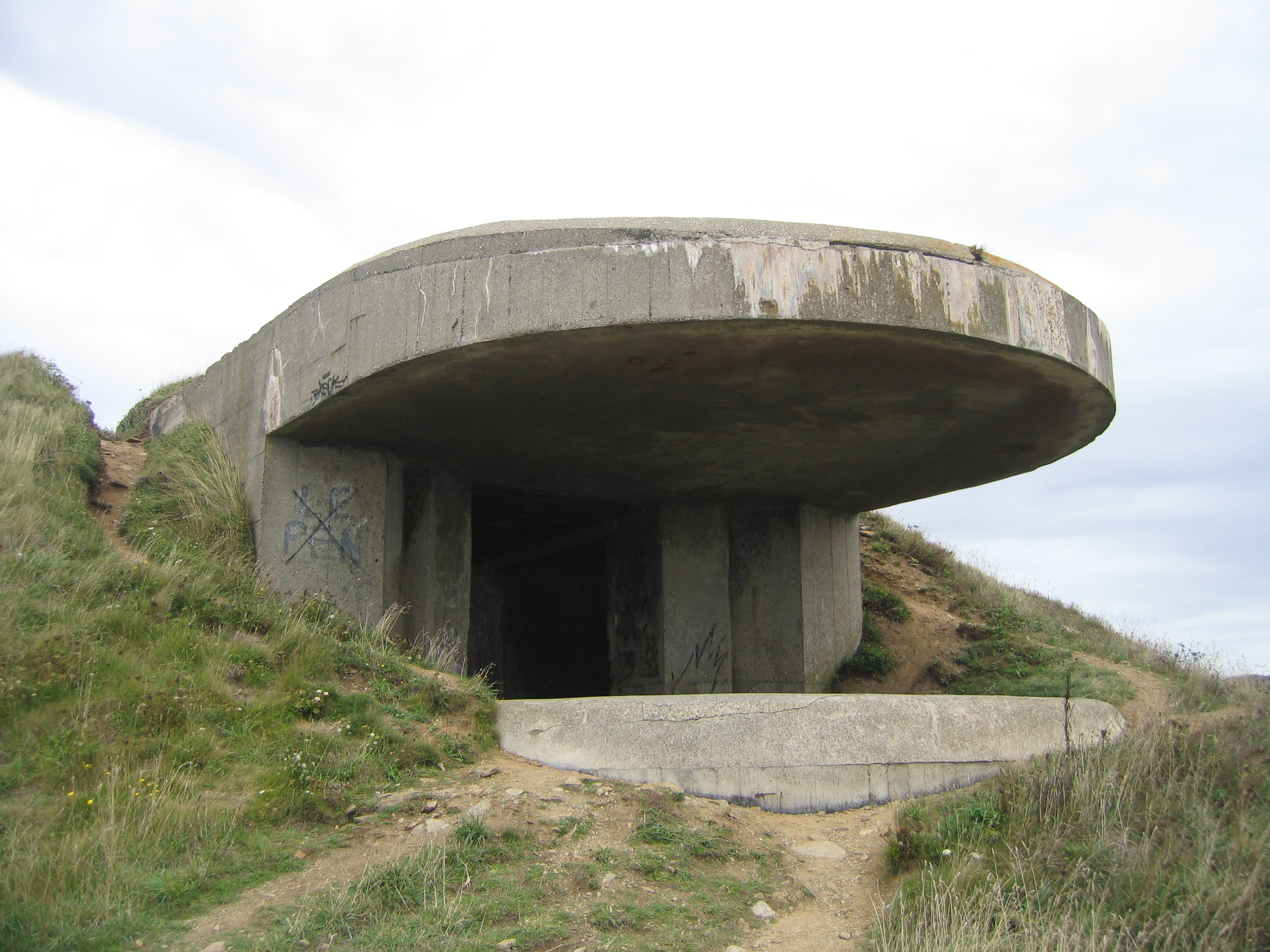
『大西洋の壁』跡